# Nadine Angererová
Nadine Marejke Angererová (* 10. listopadu 1978) je bývalá německá fotbalistka, brankářka a trenérka.
Hrála za německé prvoligové kluby Bayern Mnichov, 1. FFC Turbine Potsdam (se kterými zvítězila v Lize mistrů) a FFC Frankfurt. V roce 2008 hrála za švédské Djurgårdens. Později hrála v Austrálii a USA. Je považována za jednu z nejlepších brankářek všech dob.
Za německou reprezentaci odehrála 146 zápasů. Původně byla brankářskou jedničkou reprezentace Silke Rottenbergová, ale před Mistrovství světa ve fotbale žen 2007 se zranila a Angererová v prvním zápase reprezentace na turnaji udržela čisté konto.
Je specialistou na penalty. Zlikvidovala například penaltu Marty ve finále Mistrovství světa ve fotbale žen 2007.
V roce 2011, když Birgit Prinzová ukončila kariéru, se stala kapitánkou reprezentace. V roce 2013 se stala hráčkou roku podle FIFA.